# 烏茲別克國家男子籃球隊
烏茲別克斯坦國家男子籃球隊是代表烏茲別克斯坦參加比賽的國家籃球隊。